# NGC 6909
NGC 6909 is een elliptisch sterrenstelsel in het sterrenbeeld Telescoop. Het hemelobject werd op 1 juli 1834 ontdekt door de Britse astronoom John Herschel.

## Synoniemen
- ESO 285-12
- AM 2024-471
- PGC 64725